# 高田敏
高田 敏（たかだ びん、1930年（昭和5年）3月19日 - 2022年（令和4年）12月16日）は、日本の法学者。専門は行政法。大阪大学名誉教授。兵庫県出身。

## 経歴
略歴は以下の通り。
- 1953年
  - 3月 - 京都大学法学部卒業
  - 4月 - 京都大学大学院特別研究生（研究奨学生）
- 1956年4月 - 広島大学政経学部講師
- 1961年4月 - 広島大学政経学部助教授
- 1967年4月 - 大阪大学法学部助教授
- 1969年4月 - 大阪大学法学部教授
- 1979年4月 - 大阪大学大学院法学研究科長・法学部長（1981年3月まで）
- 1993年
  - 3月 - 大阪大学定年退官
  - 4月 - 大阪国際大学法政経学部教授 大阪大学名誉教授
- 1998年4月 - 大阪国際大学大学院総合社会科学研究科長（2000年3月まで）
- 2004年4月 - 近畿大学大学院法務研究科教授
- 2008年3月 - 近畿大学退職

## 受賞・栄典
- 2009年4月 - 瑞宝中綬章[2]
- 2014年 - ドイツ連邦共和国一等功労十字章[3][4]

## 家族
- 息子：高田篤（憲法学者、大阪大学教授）[3]。

## 著作
- 『社会的法治国の構成―人権の変容と行政の現代化』（信山社、1993年）
- 『福祉行政・公有財産条例』（学陽書房、1981年）
- 『行政法―法治主義具体化法としての』（有斐閣、初版1993年、改訂版1994年、新版2009年）
- （初宿正典と共編）『ドイツ憲法集』（信山社、初版1994年、第2版1997年、第3版2001年、第4版2005年、第5版2007年、第6版2010年）
- （村上武則と共編）『ファンダメンタル地方自治法』（法律文化社、初版2004年、第2版2009年）
- （村上義弘と共編）『地方自治法』（青林書院新社、1976年）
- （桑原洋子・逢坂隆子と共編）『ホームレス研究―釜ヶ崎からの発信』（信山社、2007年）
- （山中永之佑・三吉修・高倉史人・白石玲子と共編）『資料で考える憲法』（法律文化社、1997年）
- （山中永之佑・奥正嗣・三吉修・高倉史人・白石玲子・谷口真由美と共編）『新・資料で考える憲法』（法律文化社、2012年）
- （畑博行と共編）『憲法と行政法の現在―伊藤満先生米寿記念』（北樹出版、2000年）
- 『法治国家観の展開ー法治主義の普遍化的近代化と現代化』（有斐閣、2013年）